# Mary Walcott
Mary Walcott byla jedna z žen obviněných z čarodějnictví v Salemském čarodějnickém případu roku 1692–93.

## Život
Narodila se 5. července 1675 v Salemu jako dcera kapitána Jonathana Wolcotta (1639–1699) a jeho ženy Mary Sibley (1644–1683). Když jí bylo 17 let, byla obnivěna z čarodějnictví. Její teta Mary (za svobodna Woodrow), žena Samuela Sibleyho, byla první osobou, která ukázala na Titubu a jejího manžela Johna Indiana, že umí upéct "čarodějnický koláč". V knize The Annals of Salem od Josepha B. Felta je psáno toto:
11. března 1692 – " Mary, manželka Samuela Sibleyho, která byla suspendována ze společenství církve za radu, kterou dala Johnovi (manžel Tituby), se ukázala jako nevinná."

## Manželství
Dne 28. dubna 1696 se Mary vdala za Isaaca Farrara, který byl synem Johna Farrara z Woburnu. Měli spolu několik dětí a přestěhovali se do Townsendu. Roku 1701 se podruhé vdala za Davida Harwooda v Suttonu a spolu měli 9 dětí:
1. Mary Harwood
2. Emma Harwood (manželka Ebenezera Macintyreha)
3. Hannah Harwood (manželka Ebenezera Twisse)
4. David Harwood (manžel Margaret Cox)
5. Elizabeth Harwood (manželka Benjamina Moultona)
6. Ezra Harwood
7. County, Massachusetts (manželka Jonathana Nourse Jr.)
8. Absalom Harwood (manžel Anna Boyce)
9. Solomon Harwood (manžel Abagail Phelps)

Její manžel zemřel roku 1744. Mary Walcott Harwood pravděpodobně zemřela před rokem 1752.